# پایان حداقل سرعت ۳۰ کیلومتر
پایان حداقل سرعت ۳۰ کیلومتر جزء نشان‌های بازدارنده یا انتظامی راهنمایی و رانندگی است. رانندگان پس از دیدن این نشان باید متوجه باشند که فرمان حداقل سرعت ۳۰ کیلومتر به پایان رسیده‌است. این نشان در ایران نیز رایج است.